# Surgy
Surgy é uma comuna francesa na região administrativa de Borgonha-Franco-Condado, no departamento Nièvre. Estende-se por uma área de 16,04 km². Em 2010 a comuna tinha 341 habitantes (densidade: 21,3 hab./km²).